# Epinephelus striatus
O mero-crioulo (Epinephelus striatus) é um peixe do gênero Epinephelus. A sua coloração é castanha com malhas brancas. As espécies de meros que têm menos de 15 centímetros a sua cauda é convexa (excepto em espécies como o mero-tigre), por isso esta espécie tem uma cauda convexa.